# Суперкубок Сектора Гази з футболу 2000
Суперкубок Сектора Гази з футболу 2000  — 1-й розіграш турніру. Матч відбувся 21 березня 2000 року між чемпіоном Сектора Гази клубом Хадамат (Рафах) та володарем Кубка Сектора Гази клубом Аль-Іттіхад (Шуджаія).
| Володар Суперкубка Сектора Гази 2000 |
| ------------------------------------ |
|                                      |
| Аль-Іттіхад (Шуджаія) Перший титул   |

## Матч

### Деталі
| 21 березня 2000 16:00 (EEST) |

| Аль-Іттіхад (Шуджаія) | 2:1      | Хадамат (Рафах) |
| --------------------- | -------- | --------------- |
| А.Мхесен С.Ваді       | Протокол | Амін Абд Алаал  |

| Палестина, Газа |